# Internacional Fútbol Club de Palmira Femenino
El Internacional F. C. Palmira Femenino, más conocido como Internacional Palmira, es un club de fútbol colombiano del municipio de Palmira en el Valle del Cauca. Fue fundado en 2024, y hará su debut en el fútbol profesional colombiano en la Temporada 2024.
El club surge como marca deportiva del desaparecido Cortuluá con sus mismos propietarios al conseguir un acuerdo con el municipio de Palmira.

## Estadio
El Estadio Francisco Rivera Escobar es un campo de fútbol situado en el municipio de Palmira, Valle del Cauca, a 22 km al oriente de Cali. Tiene capacidad de 15.300 espectadores. Cuenta con una pista atlética la cual cumple con todas las especificaciones técnicas de la Federación Internacional de Atletismo.
Este escenario ha sido sede de varios equipos de fútbol del Valle del Cauca; como lo han sido Orsomarso S. C. (masculino), Boca Juniors de Cali, y actualmente el club Internacional Fútbol Club de Palmira (masculino) y (femenino),